# 타우린
타우린(영어: taurine) 또는 2-아미노에테인술폰산(영어: 2-aminoethanesulfonic acid)은 인간을 비롯한 포유동물의 세포와 조직에 존재하는 유황을 함유하는 아민으로서 1827년 오스트리아 화학자인 프리드리히 티드만(Friedrich Tiedemann)과 레오폴트 그멜린(Leopold Gmelin)에 의해 소의 담즙에서 최초로 분리되어, 1838년 Demarcay에 의해 타우린으로 명명되었다. 타우린은 아미노기가 분자구조의 β-탄소에 붙어있는 β-아미노산이며, 카르복실기 대신에 pK값이 더 낮은 sulfonic acid기가 α-탄소에 치환되어 있어 다른 아미노산에 비해 더 낮은 pH에서도 쉽게 이온화되는 성질이 있다. 단백질 합성에 사용되지 않고 대부분의 동물조직과 생체액에서 유리아미노산의 형태로 풍부하게 존재하고 있으며, 식품조직에는 거의 존재하지 않거나 매우 미량으로 존재하고 있다. 특히 포유류의 뇌, 심장, 간, 신장 등의 장기와 골격근육, 혈구세포 등에 고농도로 존재하며, 세포외액에 비하여 세포내액에 매우 높은 농도로 존재한다.타우린은 주로 어패류 특히 굴, 가리비 등 조개류나 오징어, 문어, 낙지, 생선의 검붉은 살에 많은 성분으로 소, 돼지, 닭 등 육류에는 함유량이 적다.

## 타우린의 생합성
타우린은 포유류 조직에서 황 함유 아미노산인 시스테인으로부터 생합성되며 주로 뇌와 간에서 활발하게 일어난다. 현재까지 알려진 생합성 경로로는 cysteine sulfinate 경로와 cysteamine 경로가 있는 것으로 알려져 있다. Cysteine sulfinate 경로는 cysteine이 cysteine dioxygenase의 작용에 의해 cysteine sulfinate로 산화되고 이는 다시 cysteine sulfinate decarboxylase의 작용에 의해 hypotaurine으로 된 다음 taurine으로 전환되는 경로로서 타우린 생합성의 주된 경로로 알려져 있다.
Cysteine sulfinate 경로의 또 다른 경로로서 cysteine이 cysteine dioxygenase의 작용에 의해 cysteine sulfinate로 산화되고 다시 cysteine sulfinate dehydrogenase의 작용에 의해 cysteic acid로 된 다음 cysteic acid decarboxylase의 작용에 의해 taurine으로 전환된다는 설도 있으나 이는 아직까지 많은 부분이 명확하게 밝혀지지 않고 있다.
Cysteamine 경로는 cysteine이 여러 단계의 효소작용을 거쳐 cysteamine으로 전환된 후 cysteamine dioxygenase의 작용에 의해 hypotaurine으로 된 다음 taurine으로 전환되는 경로이다.
타우린의 생합성은 조직에 따라 차이는 있으나 전체 생합성량의 약 10% 미만이 cysteamine경로에 의해 생합성되고 대부분이 cysteine sulfinate 경로에 의한 것으로 알려져 있다.
Cysteine sulfinate 경로에 작용하는 효소인 cysteine dioxygenase와 cysteine sulfinate decarboxylase의 활성은 동물에 따라 큰 차이를 나타내고 있으며, 같은 종류의 동물 내에서도 먹이 중의 단백질이나 함황아미노산의 함량, 그리고 동물의 발달 단계에 따라서도 영향을 받는 것으로 보고되고 있다. 따라서 동물에 따라 타우린의 생합성 능력은 많은 차이를 나타내고 있다.
특히 cysteine sulfinate decarboxylase의 활성은 쥐나 개에 비하여 인간이나 원숭이, 고양이 등은 매우 낮아 이들 동물에 있어 타우린의 생합성은 극히 제한적이다.

## 같이 보기
- 시스테인